# 大富翁6
大富翁6是大富翁系列游戏的第六作，于2002年6月1日由软星科技推出，2023年3月16日登陆Steam发售。此游戏回合制和即时制并存。

## 遊戲內容

### 游戏地图
- 中国
- 埃及
- 美国
- 法国
- 日本
- 人工岛
- 宇宙空间站(此地图不可以使用回合制)

### 玩家

#### 既有角色
- 阿土伯（配音員：曹冀魯）初出：大富翁1
- 錢夫人（配音員：陶敏嫻）初出：大富翁2
- 孫小美（配音員：林美秀）初出：大富翁2
- 沙隆巴斯（配音員：徐健春）初出：大富翁3
- 烏咪（配音員：陳惠萍）初出：大富翁4
- 金貝貝（配音員：李威霄）初出：大富翁4
- 糖糖（配音員：張雯英）初出：大富翁4 （資料片追加）
- 忍太郎（配音員：符爽）初出：大富翁4 （資料片追加）
- 宫本寶藏（配音員：梁興昌）初出：大富翁4

#### 新增角色
- 舞美拉
- 巴克力
- DDR
- 愛麗絲
- 奇奇
- 喬尼(資料片追加)

## 资料片
本作的资料片为《大富翁6PLUS：大家来抢钱》，于2002年12月5日推出。

### 新增地图
资料片提供五个地图。
- 童话王国
- 玛雅岛
- 夏威夷
- 伏魔山
- 生存岛(此地图不可使用回合制)